# SERVIS-3
SERVIS-3（英語: Space Environment Reliability Verification Integrated System 3、実証衛星3号機）は、無人宇宙実験システム研究開発機構（USEF）と後継法人の宇宙システム開発利用推進機構（JSS）が開発している人工衛星である。2010年度から開発を開始した。
100kg級標準バスを使用した商用オフザシェルフコンポーネントの軌道上実証を目的としており、ミッション機器としては光学センサや放射線環境計測装置、民生部品･民生技術を利用した各種実験装置を搭載する予定。実験装置としては無毒系スラスタ、SOI-SOC超小型衛星搭載コンピュータ、コントロールモーメンタムジャイロ(CMG)、光ファイバージャイロ、先端ミッションデータ保存装置、樹脂モールドダイオード、窒化ガリウムを利用した通信装置など、10品種以上を想定している。
また、SERVIS-3をベースとした100kg級光学地球観測衛星の開発可能性も検討されている。